# Rione Coste
Il rione Coste ( 'e Coste in dialetto marinese) è un quartiere storico della cittadina di Marino, in provincia di Roma, nell'area dei Castelli Romani.

## Storia
Le Coste sono quelle fasce di abitato sorte ai margini dell'espansione medioevale, a ridosso della cerchia muraria. Infatti nello sviluppo delle case che si affacciano sulla vallata della marana delle Pietrare è ancora individuabile lo sviluppo dell'antica cerchia muraria, dotata di una torre quadrangolare ogni 25 metri. La maggior parte delle case del rione sorgono a picco sulla vallata, fondate sul peperino vivo. Le principali artierie del rione sono via Posta Vecchia e via Cola di Rienzo, che corrono parallele alla linea delle antiche mura. 
Il rione è diviso in sotto-zone: ad esempio l'area di via Cola di Rienzo è chiamata dai marinesi  'u Marmeru, forse per via di un'antica costruzione romana; fra l'altro è anche la zona dove nel 1962 è stato rinvenuto casualmente il mitreo di Marino, uno dei mitrei meglio conservati al mondo. L'area del rione che confina con il quartiere Borgo Garibaldi ha nome di Costa Batocchi, poiché lì fino agli inizi del XX secolo si trovavano le proprietà terriere della famiglia Batocchi, che aveva acquisito i propri beni direttamente dagli ex-feudatari Colonna.
Diversi portoni del rione Coste presentano la caratteristica di avere gli stipiti bombati: questo al fine di consentire il passaggio ottimale delle botti di vino, principale prodotto dei Colli Albani. Non a caso proprio nel rione ha sede il Museo della Civiltà Contadina.